# Hoplodrina ambigua
The Vine’s Rustic (Hoplodrina ambigua) là một loài bướm đêm thuộc họ Noctuoidea. Nó được tìm thấy ở châu Âu.
Sải cánh dài 32–34 mm. Chiều dài cánh trước là 13–15 mm. Con trưởng thành bay làm hai đợt từ đầu tháng 5 đến giữa tháng 10. .
Ấu trùng ăn nhiều loại thực vật thân thảo.

## Hình ảnh

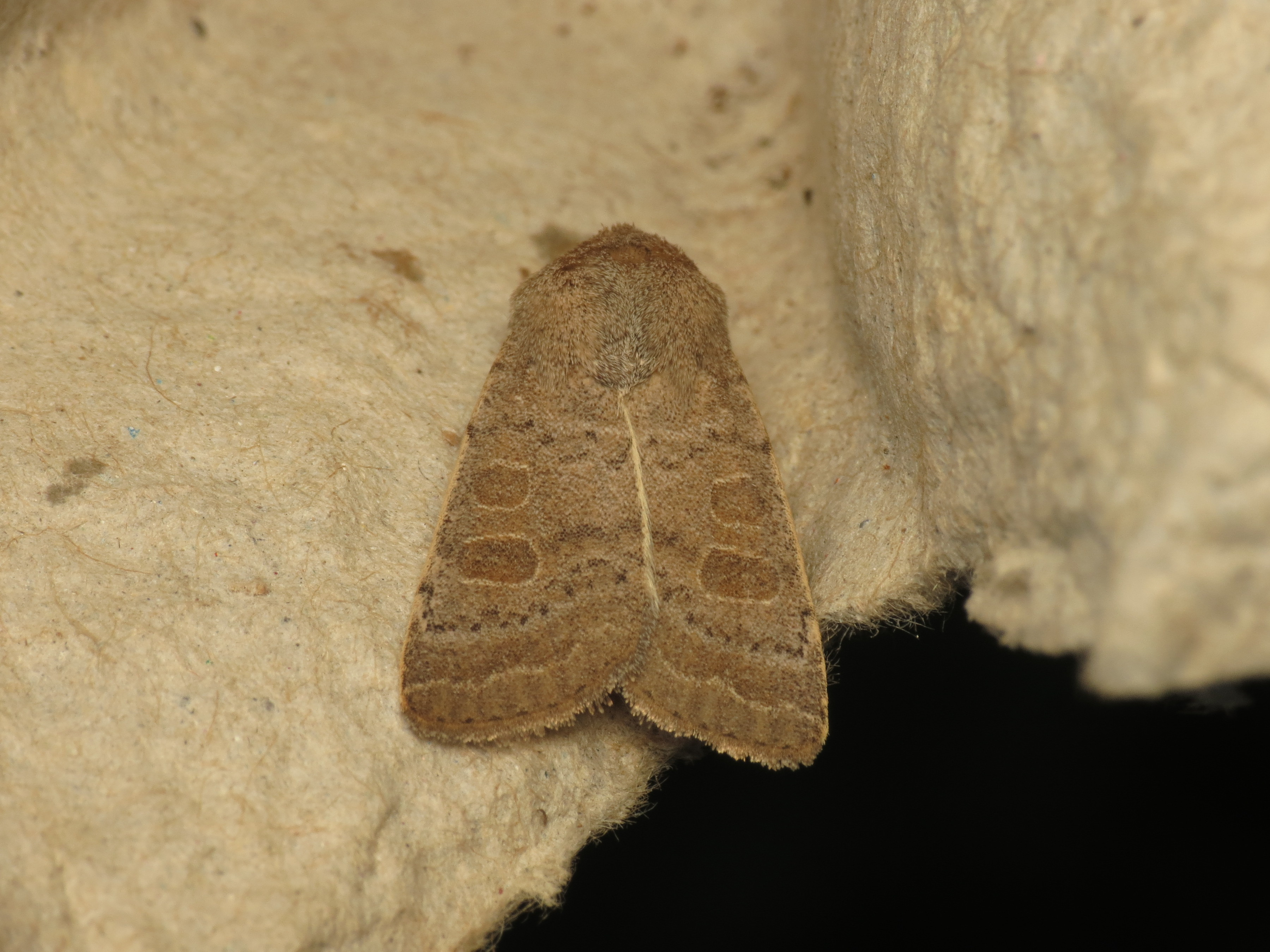
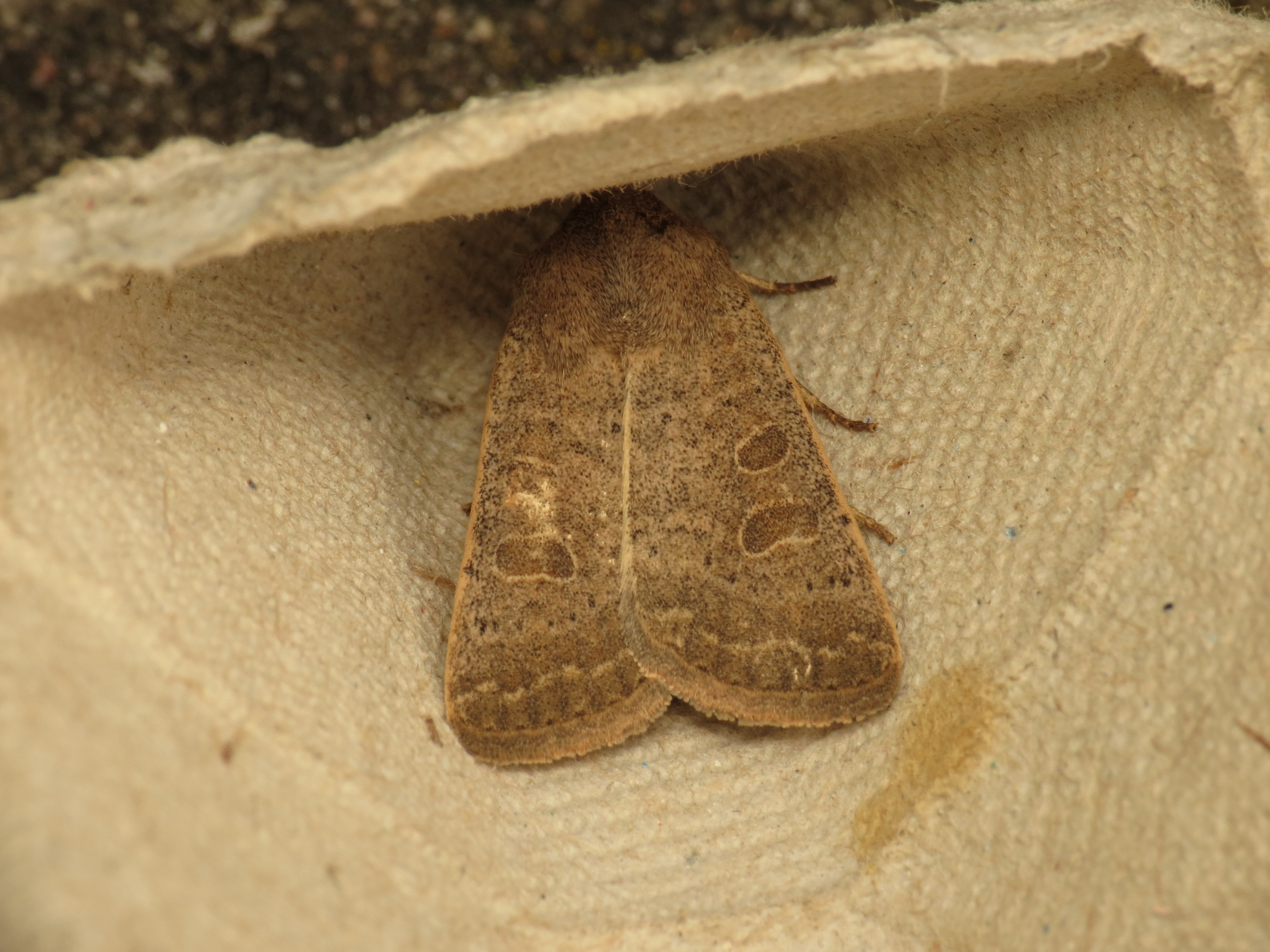
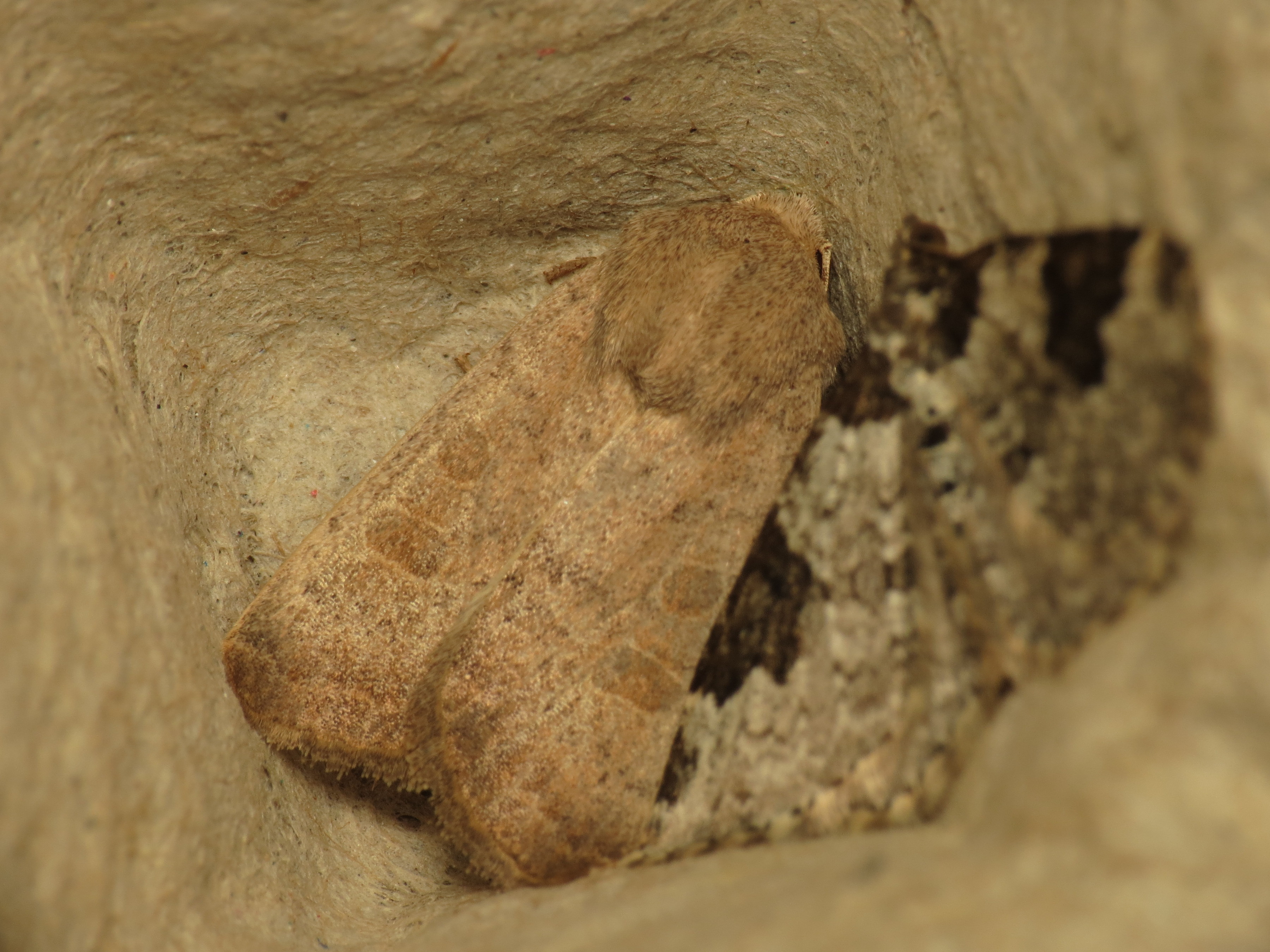
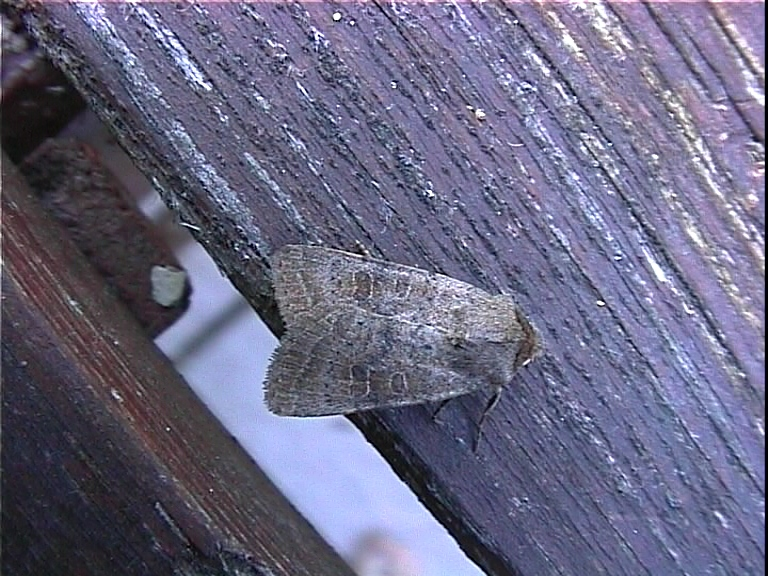